# Maksym Susjko
Maksym Sjarhejevitj Susjko, belarusiska: Максім Сяргеевіч Сушко, eller Maksim Sergejevitj Susjko, ryska: Максим Сергеевич Сушко, född 10 februari 1999, är en belarusisk professionell ishockeyforward som spelar för Philadelphia Flyers i National Hockey League (NHL). Han har tidigare spelat för HK Dinamo Minsk i Kontinental Hockey League (KHL); Lehigh Valley Phantoms i American Hockey League (AHL) och Owen Sound Attack i Ontario Hockey League (OHL).
Susjko draftades av Philadelphia Flyers i fjärde rundan i 2017 års draft som 107:e spelare totalt.

## Statistik
| 2014–2015  | HK Sjachtar Salihorsk  | VL         | 20  | 14 | 16 | 30  | 28  | 8  | 3 | 10 | 13 | 14 |
| 2015–2016  | Dinamo Raubitji        | VL         | 8   | 3  | 7  | 10  | 8   | —  | — | —  | —  | —  |
|            | HK Sjachtar Salihorsk  | VL         | 21  | 9  | 21 | 30  | 42  | 16 | 3 | 10 | 13 | 18 |
| 2016–2017  | Owen Sound Attack      | OHL        | 54  | 17 | 15 | 32  | 24  | 17 | 3 | 8  | 11 | 10 |
| 2017–2018  | Owen Sound Attack      | OHL        | 60  | 31 | 29 | 60  | 52  | 10 | 2 | 4  | 6  | 6  |
| 2018–2019  | Owen Sound Attack      | OHL        | 62  | 18 | 33 | 51  | 44  | 5  | 2 | 2  | 4  | 9  |
| 2019–2020  | Lehigh Valley Phantoms | AHL        | 53  | 11 | 10 | 21  | 32  | —  | — | —  | —  | —  |
| 2020–2021  | Philadelphia Flyers    | NHL        | 1   | 0  | 0  | 0   | 0   | —  | — | —  | —  | —  |
|            | HK Dinamo Minsk        | KHL        | 30  | 2  | 3  | 5   | 20  | —  | — | —  | —  | —  |
|            | Lehigh Valley Phantoms | AHL        | 3   | 0  | 0  | 0   | 0   | —  | — | —  | —  | —  |
| NHL totalt | NHL totalt             | NHL totalt | 1   | 0  | 0  | 0   | 0   | —  | — | —  | —  | —  |
| AHL totalt | AHL totalt             | AHL totalt | 56  | 11 | 10 | 21  | 32  | —  | — | —  | —  | —  |
| OHL totalt | OHL totalt             | OHL totalt | 176 | 66 | 77 | 143 | 120 | 32 | 7 | 14 | 21 | 25 |

### Internationellt
| Källa: Uppdaterad: 2021-02-19 | Källa: Uppdaterad: 2021-02-19 | Källa: Uppdaterad: 2021-02-19 |         | Utv = Utvisningsminuter | Utv = Utvisningsminuter | Utv = Utvisningsminuter | Utv = Utvisningsminuter | Utv = Utvisningsminuter |
| År                            | Lag                           | Mästerskap                    | Matcher | Mål                     | Assists                 | Poäng                   | Utv                     |                         |
| ----------------------------- | ----------------------------- | ----------------------------- | ------- | ----------------------- | ----------------------- | ----------------------- | ----------------------- | ----------------------- |
| 2016                          | Vitryssland                   | U18-D1                        | 5       | 2                       | 4                       | 6                       | 2                       |                         |
| 2017                          | Vitryssland                   | JVM D1 A                      | 5       | 1                       | 0                       | 1                       | 0                       |                         |
| 2018                          | Vitryssland                   | JVM                           | 6       | 2                       | 6                       | 8                       | 4                       |                         |
| 2018                          | Vitryssland                   | VM                            | 6       | 0                       | 1                       | 1                       | 0                       |                         |
| 2019                          | Vitryssland                   | JVM D1 A                      | 4       | 1                       | 2                       | 3                       | 8                       |                         |
| 2019                          | Vitryssland                   | VM D1                         | 5       | 0                       | 0                       | 0                       | 4                       |                         |
| Junior totalt                 | Junior totalt                 | Junior totalt                 | 20      | 6                       | 12                      | 18                      | 14                      |                         |
| Senior totalt                 | Senior totalt                 | Senior totalt                 | 11      | 0                       | 1                       | 1                       | 4                       |                         |